# Bobovište (Aleksinac)
Pour les articles homonymes, voir Bobovište.
Bobovište (en serbe cyrillique : Бобовиште) est un village de Serbie situé dans la municipalité d'Aleksinac, district de Nišava. Au recensement de 2011, il comptait 880 habitants.

## Démographie

### Évolution historique de la population
| 1948  | 1953  | 1961  | 1971  | 1981  | 1991  | 2002  | 2011 |
| ----- | ----- | ----- | ----- | ----- | ----- | ----- | ---- |
| 1 424 | 1 558 | 1 623 | 1 425 | 1 340 | 1 226 | 1 074 | 880  |

|  |